# David Rees
David Llewellyn Rees (Kingston upon Thames, 15 ottobre 1974) è un ex rugbista a 15 e allenatore di rugby britannico, nazionale inglese, che giocava nel ruolo di tre quarti centro o ala; dal 2010 è tecnico delle giovanili del Clifton, squadra di Bristol.

## Biografia
Ebbe il suo primo contratto professionistico nel 1996 per i Sale Sharks e nel periodo di militanza in tale club giunse anche la chiamata per l'Inghilterra in un test match autunnale contro l'Australia, ma fu due settimane più tardi, contro la Nuova Zelanda, che Rees si impose all'attenzione: opposto a Jonah Lomu, Rees intercettò una punizione di Andrew Mehrtens e partì in contropiede vincendo un contrasto con Lomu e andando alla fine in meta.
Furono altri 8, in seguito, gli incontri disputati da Rees fino al 2000, esclusi quelli della Coppa del Mondo di rugby 1999 alla quale egli fu convocato ma nella quale non fu mai utilizzato.
Nel 1999 si trasferì al Bristol e, quando quest'ultimo retrocesse nel 2003, al Leeds Tykes.
Nel 2006 fu ingaggiato dal Newbury, in cui rimase fino alla stagione 2008-09; passò poi al Clifton, in cui smise la carriera attiva nel 2010; da dopo il ritiro segue le giovanili dello stesso club.